# Христо Малеев
Христо Найденов Малеев е български политик от БКП.

## Биография
Роден е на 1 април 1940 г. в София. Син е на Найден Малеев, брат на Мара Малеева, и на Весела Попкочева-Малеева. Другият брат Атанас Малеев също има син Христо Атанасов Малеев, който е дипломат, посланик на България в Холандия. През 1964 г. Христо Найденов Малеев завършва Международни икономически отношения в МГИМО в Москва. Посланик е на България в Испания и дипломат в Канада. Известно време е заместник-завеждащ отдел „Външна политика и международни връзки“ при ЦК на БКП. След 1990 г. е редактор на мемоарите на Тодор Живков. Пише няколко книги като „Американската военно-политическа доктрина“ (1969) и „Канада търси себе си“ (1974) От 1985 до 1990 г. е член на ЦК на БКП.
Сътрудник е на вестник „Нова Зора“, където използва като псевдоним името на дядо си Михаил Попкочев.